# Sabinov
Sabinov is een Slowaakse gemeente in de regio Prešov, en maakt deel uit van het district Sabinov.
Sabinov telt 12.328 inwoners.